# ألين ستيفانوفيتش
ألين ستيفانوفيتش (بالسيريلية الصربية: Ален Стевановић) هو لاعب كرة قدم صربي وسويسري في مركز الهجوم، ولد في 7 يناير 1991 في زيورخ في سويسرا. شارك مع منتخب صربيا تحت 19 سنة لكرة القدم ومنتخب صربيا تحت 21 سنة لكرة القدم ومنتخب صربيا لكرة القدم. أما مع النوادي، فقد لعب مع إنتر ميلان ونادي بارتيزان ونادي باري ونادي باليرمو ونادي تورونتو ونادي تورينو ونادي سبيزيا.

## وصلات خارجية
- ألين ستيفانوفيتش على موقع الاتحاد الدولي (مؤرشف)  (الإنجليزية)
- ألين ستيفانوفيتش على موقع رابطة كرة القدم اليابانية للمحترفين (اليابانية)
- ألين ستيفانوفيتش على موقع الدوري الأمريكي (الإنجليزية)
- ألين ستيفانوفيتش على موقع قاعدة بيانات كرة القدم.إي يو (الإنجليزية)
- ألين ستيفانوفيتش على موقع ناشيونال فوتبول تيمز (الإنجليزية)
- ألين ستيفانوفيتش على موقع Soccerway.com (الإنجليزية)
- ألين ستيفانوفيتش على موقع عالم كرة القدم.نت (الإنجليزية)
- ألين ستيفانوفيتش على موقع AS.com (الإسبانية)